# Huevos de relleno
Los huevos de relleno son un complemento del cocido típico de ciertas zonas de Castilla-La Mancha como el Campo de Montiel[cita requerida] y Andalucía como la Sierra de Segura[cita requerida].

## Características
Los huevos de relleno son una mezcla de carnes (jamón, vaca, pollo o gallina, tocino, chorizo) picadas muy finas a la que se añade huevo, miga de pan, ajo y perejil. Esta mezcla se introduce en cascarones de huevos de gallina a los que se les ha quitado el casquete menor (cascándolos por esta parte y retirando la cáscara solo de esta zona cuando se vayan a consumir, en vez de cascándolos por el cinturón central). Los huevos rellenos se cuecen con el resto de ingredientes del cocido. Se pueden consumir junto con la carne del cocido o fríos hasta varios días después de haber sido elaborados.

## Otras recetas similares
En algunas zonas como en Cataluña o la Comunidad Valenciana se acompaña el cocido o la escudella con una mezcla similar a la de los huevos de relleno conocida como pilota (del catalán "pelota").
Hace tiempo se solía acompañar al cocido madrileño con lo que se conocía como relleno del cocido, una masa de pan con huevo, ajo y perejil.

## Enlaces relacionados
- Escudella
- Cocido